# 筆吉純一郎
筆吉純一郎（1964年—）是日本福井縣坂井市人。他於法政大學畢業，曾經擔任插畫家，後來以漫畫家身分正式出道。他出道後於周刊朝日藝能連載第一部漫畫。於作品空想科學大戰內自稱興趣是「單口多聲錄音」和特技是「默默的快速說話」。

## 主要作品
- 空想科學大戰系列
- Dr.貓柳田之科學的青春系列